# The Hollywood Palace
The Hollywood Palace – amerykański program telewizyjny, który był nadawany raz w tygodniu (zazwyczaj w sobotę) na American Broadcasting Company od 4 stycznia 1964 do 7 lutego 1970 roku.
W przeciwieństwie do podobnych programów, takich jak The Ed Sullivan Show, ten gościł co tydzień innego gospodarza. Wśród wykonawców i gospodarzy programu byli między innymi: Bing Crosby (pierwszy i najczęściej występujący jako gospodarz: 31 razy w tym jego rodzina na kilku corocznych pokazach świątecznych), Dean Martin, Frank Sinatra, Sammy Davis Jr., The Rolling Stones i wiele innych.
Przez większość swojej emisji w telewizji The Hollywood Palace cieszył się niezmiennie pozytywnymi ocenami, chociaż nigdy nie znalazł się na liście 30 najlepszych programów. Na początku sezonu 1969-1970 (siódmego roku) oceny spadły, a ABC anulował serial w lutym 1970 roku. Bing Crosby był gospodarzem ostatniego odcinka bez publiczności, który składał się z klipów poprzednich programów.
16 grudnia 2004 roku wyemitowano specjalny program telewizyjny zatytułowany Święta Bożego Narodzenia w Pałacu Hollywood. Zawierał on występy Crosby'ego i 15 klipów z poprzednich świątecznych pokazów serialu. Obejmowały one również wywiady z żoną Binga, Kathryn Grant, z jego dziećmi Harrym Crosby i Mary Crosby oraz producentem The Hollywood Palace, Billem Harbachiem.